# Magyarország az 1980-as fedett pályás atlétikai Európa-bajnokságon
Magyarország az nyugat-Németországi Sindelfingenben megrendezett 1980-as fedett pályás atlétikai Európa-bajnokság egyik részt vevő nemzete volt. Az ország a versenyen 11 sportolóval képviseltette magát.

## Érmesek
| Érem  | Versenyző       | Versenyszám | Dátum      |
| ----- | --------------- | ----------- | ---------- |
| Arany | Bakosi Béla     | Hármasugrás | március 1  |
| Ezüst | Mátay Andrea    | Magasugrás  | március 1. |
| Ezüst | Paróczai András | 800 m       | március 2. |

## Eredmények

### Férfi
| Versenyző       | Versenyszám | Előfutam | Előfutam | Előfutam | Elődöntő | Elődöntő | Elődöntő | Döntő   | Döntő    |
| Versenyző       | Versenyszám | Idő      | Hely.    | Össz.    | Idő      | Hely.    | Össz.    | Idő     | Helyezés |
| --------------- | ----------- | -------- | -------- | -------- | -------- | -------- | -------- | ------- | -------- |
| Szalai József   | 400 m       | 48,32    | 2.       | 16.      | kiesett  | kiesett  | kiesett  | kiesett | kiesett  |
| Paróczai András | 800 m       | 1:49,7   | 1.       | 1.       |          |          |          | 1:50,3  |          |
| Bakos György    | 60 m gát    | 7,95     | 6.       | 13.      | kiesett  | kiesett  | kiesett  | kiesett | kiesett  |

| Versenyző       | Versenyszám | Selejtező | Selejtező | Döntő    | Döntő    |
| Versenyző       | Versenyszám | Eredmény  | Helyezés  | Eredmény | Helyezés |
| --------------- | ----------- | --------- | --------- | -------- | -------- |
| Gibicsár István | Magasugrás  |           |           | 2,23 m   | 9.       |
| Tarsi Zoltán    | Magasugrás  |           |           | 2,10 m   | 22.      |
| Makó Ernő       | Rúdugrás    |           |           | 4,90 m   | 16.      |
| Szalma László   | Távolugrás  |           |           | 7,55 m   | 10.      |
| Bakosi Béla     | Hármasugrás |           |           | 16,86 m  |          |

### Női
| Versenyző | Versenyszám | Előfutam | Előfutam | Előfutam | Elődöntő | Elődöntő | Elődöntő | Döntő   | Döntő    |
| Versenyző | Versenyszám | Idő      | Hely.    | Össz.    | Idő      | Hely.    | Össz.    | Idő     | Helyezés |
| --------- | ----------- | -------- | -------- | -------- | -------- | -------- | -------- | ------- | -------- |
| Pál Ilona | 400 m       | 53,26    | 2.       | 3.       | 53,74    | 4.       | 7.       | kiesett | kiesett  |

| Versenyző     | Versenyszám | Selejtező | Selejtező | Döntő    | Döntő    |
| Versenyző     | Versenyszám | Eredmény  | Helyezés  | Eredmény | Helyezés |
| ------------- | ----------- | --------- | --------- | -------- | -------- |
| Mátay Andrea  | Magasugrás  |           |           | 1,93 m   |          |
| Fazekas Beáta | Távolugrás  |           |           | 6,13 m   | 8.       |